# Юбилейная медаль «Двадцать лет Победы в Великой Отечественной войне 1941—1945 гг.»
Юбилейная медаль «Двадцать лет Победы в Великой Отечественной войне 1941—1945 гг.» учреждена Указом Президиума Верховного Совета СССР от 7 мая 1965 года в ознаменование 20-й годовщины со дня Победы в Великой Отечественной войне. Авторами рисунка медали были художники В. А. Ермаков (аверс) и Ю. А. Лукьянов (реверс).

## Положение о медали
Юбилейной медалью «Двадцать лет Победы в Великой Отечественной войне 1941—1945 гг.» награждаются все военнослужащие и лица вольнонаёмного состава, принимавшие в рядах Вооружённых Сил Союза ССР участие в Великой Отечественной войне 1941—1945 годов, партизаны Великой Отечественной войны, весь личный состав Вооружённых Сил Союза ССР (лица, состоявшие на 9 мая 1965 года в кадрах Советской Армии, Военно-Морского Флота, войск и органов Комитета государственной безопасности при Совете Министров СССР, внутренних войск, внутренней и конвойной охраны общественного порядка союзных республик), а также другие лица, награждённые медалью «За Победу над Германией в Великой Отечественной войне 1941—1945 гг.».
Награждение юбилейной медалью распространено и на военнослужащих и лиц вольнонаёмного состава частей и соединений Советской Армии, Тихоокеанского Флота и Амурской речной военной флотилии, охранявших государственную границу СССР на Дальнем Востоке в период Великой Отечественной войны 1941—1945 годов, и ранее не награждённых медалью «За Победу над Германией в Великой Отечественной войне 1941—1945 гг.», на участников подполья, действовавших против немецко-фашистских захватчиков на временно оккупированной территории в период Великой Отечественной войны 1941—1945 годов.
Юбилейная медаль «Двадцать лет Победы в Великой Отечественной войне 1941—1945 гг.» носится на левой стороне груди и при наличии орденов и других медалей СССР располагается после медали «За Победу над Германией в Великой Отечественной войне 1941—1945 гг.».
По состоянию на 1 января 1995 года юбилейной медалью «Двадцать лет Победы в Великой Отечественной войне 1941—1945 гг.» награждено приблизительно 16 399 550 человек.

## Описание медали

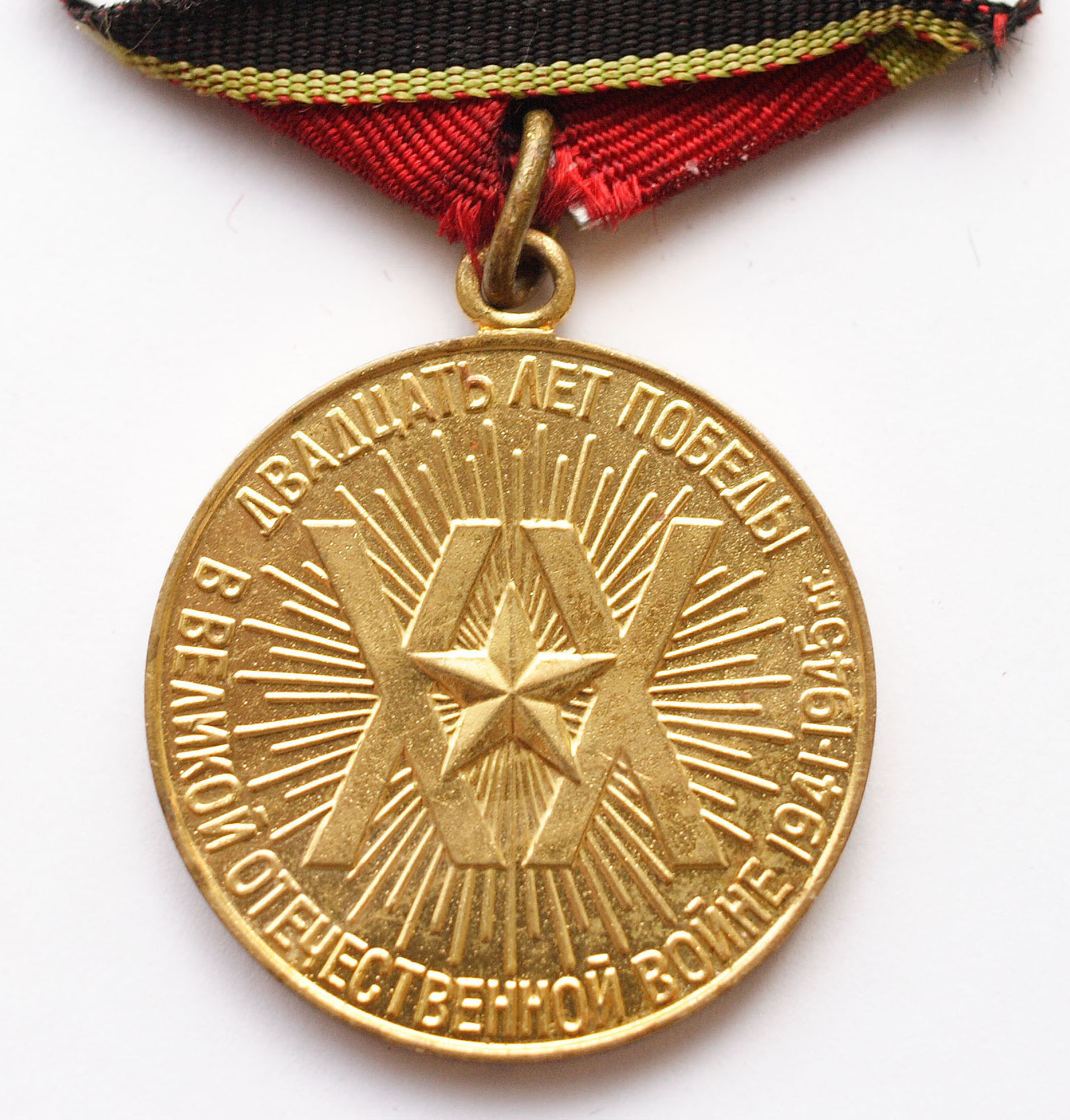
Реверс медали

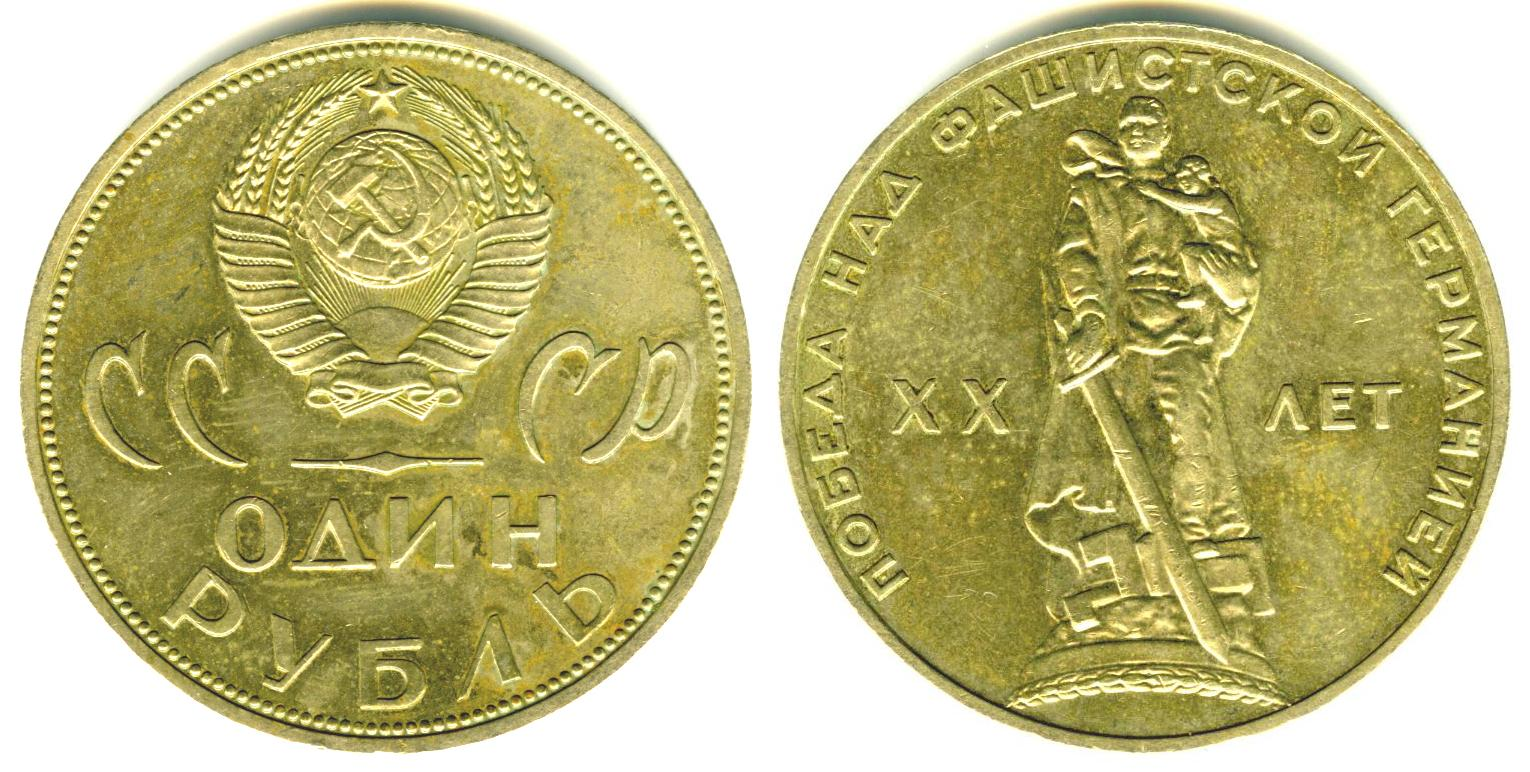
Памятная монета СССР — один рубль 1965 года, изготовлена по прототипу медали.

Медаль «Двадцать лет Победы в Великой Отечественной войне 1941—1945 гг.» круглая, размером 32 мм в диаметре, изготовляется из латуни.
На лицевой стороне медали изображение памятника советскому воину-освободителю (установлен в берлинском Трептов-парке, скульптор Вучетич Е. В.) на двух скрещённых лавровых ветвях и надпись «1945-1965».
На оборотной стороне медали надписи: по окружности «Двадцать лет Победы в Великой Отечественной войне 1941—1945 гг.», в середине медали римская цифра «ХХ» и звёздочка на фоне расходящихся лучей.
Края медали окаймлены бортиком. Изображения и надписи на медали выпуклые.
Медаль при помощи ушка и кольца соединяется с пятиугольной колодкой, обтянутой шёлковой муаровой лентой шириной 24 мм. На ленте три продольные чередующиеся полоски — красного, зелёного и чёрного цветов. Край ленты после чёрной полосы окантован узенькой зелёной полоской.